# Iglesia de Santa María Magdalena (Zamora)

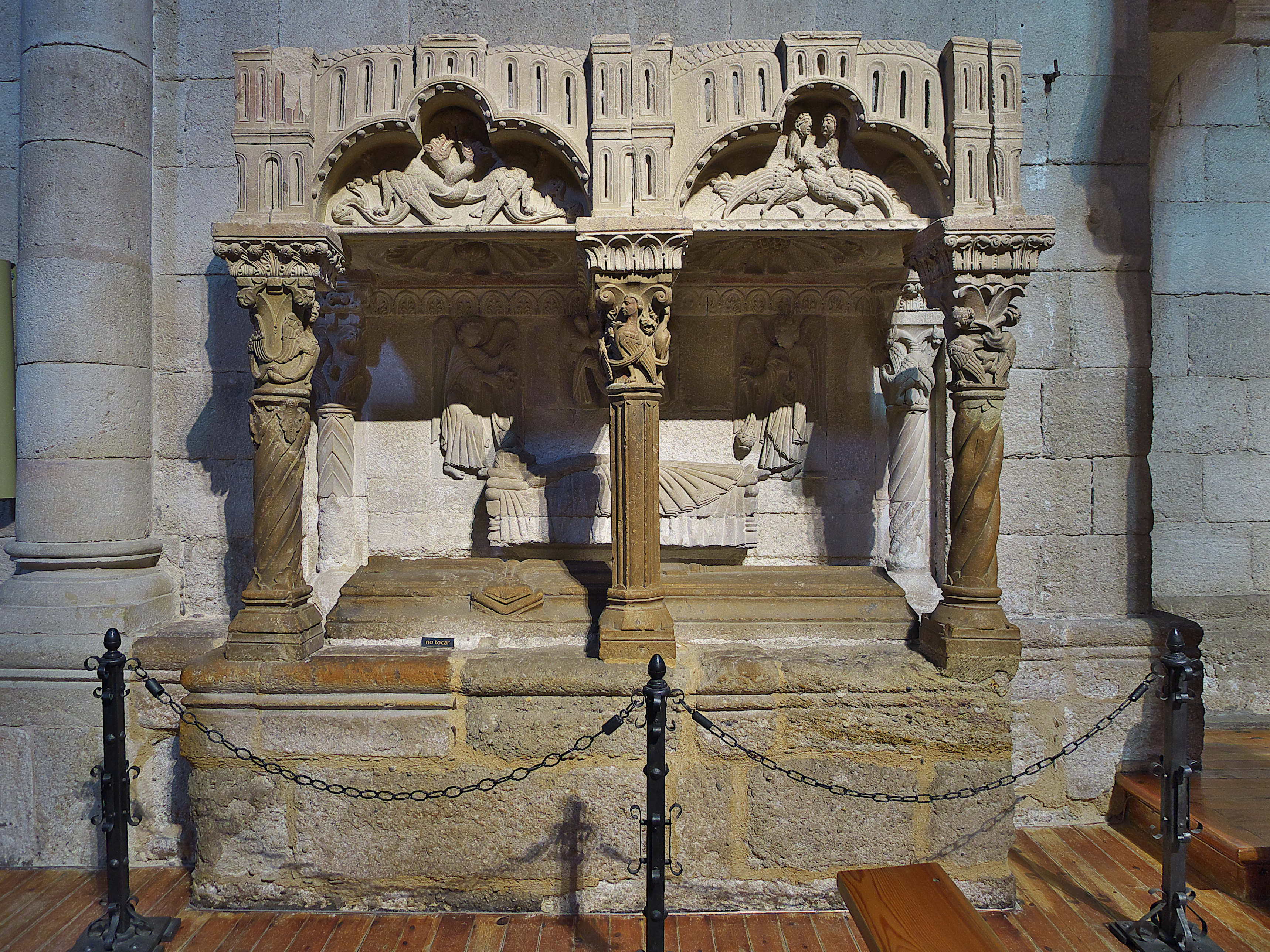
Sepulcro románico

La iglesia de Santa María Magdalena es un templo románico ubicado en la ciudad de Zamora (España). Al eje principal del templo, corre paralela una cercana calle medieval denominada Rúa de los Francos. Su construcción se hizo entre los siglos XII y XIII. La iglesia parece haberse edificado en dos periodos: el primero de influencia románica; el segundo en el gótico. Se sabe que en periodos medievales hizo de hospital perteneciente a la Orden de San Juan. Es de las pocas iglesias zamoranas que poseen una única nave muy elevada con planta rectangular (planta basilical). Destaca de esta iglesia la portada de su fachada meridional. Fue declarada Monumento Nacional en 1910.

## Historia
La repoblación de la zona continúa en el siglo XII, y con ello las principales ciudades continúan creciendo en tamaño. En Zamora se define, ya en el siglo XIII, el denominado segundo recinto. Se documenta la existencia de Francos en 1092 que se establecen en la ciudad de Zamora, en buena parte eran mercaderes y artesanos. Invitados por Raimundo de Borgoña yerno de Alfonso VI con el objeto de repoblar la ciudad. Dejando constancia de su existencia en la actualidad el nombre de la calle adyacente a la Iglesia: "Rúa de los Francos". Anteriormente al actual templo se encontraba otro con la misma advocación y de planta similar mencionada en una escritura de donación de 1159.
El templo, al igual que otras iglesias zamoranas, no posee inscripciones o escritos que documenten haciendo constancia exacta tanto del inicio de su construcción, como el de su cerramiento. Se sabe por investigaciones realizadas en los años setenta que el constructor y trazador del edificio, según opinión de algunos historiadores, fue el arquitecto borgoñés Giral Fruchel, arquitecto conocido por haber llevado a cabo otras obras de finalización y rematado de la Catedral de Ávila. La iglesia parece haberse edificado en dos periodos: el primero de influencia románica, el segundo en el gótico.
Diversas investigaciones han atribuido este templo tanto a los Hospitalarios como a los Templarios (quizás por cercanía a la Iglesia de la Horta), aunque de cara a las crónicas de la época no está refrendado. Al ser disuelta la Orden del Temple existían en Zamora tres iglesias en su propiedad: la del Iglesia del Santo Sepulcro (Zamora), la de Santa María de la Horta que era del Temple y la de la Magdalena que era del Hospital. No obstante, la planta y trazado de la Iglesia no siguen las proporciones de la Orden Templaria (Que imitan las del Santo Sepulcro de Jerusalén).
Se sabe que la construcción es seguro que se prolongó por un dilatado periodo. Las fuentes aseguran que se comenzó a levantar a comienzos del siglo XII, mas no figura su finalización hasta el año 1215. En una versión del Fuero de Zamora, que data del 1289, ya figura en el apartado titulado "De ome que ferir otro", mencionando que el herido que se creyese con derecho acudiese al «tercer día a la Tercia (hora canónica) ora de la tercia a Santa María Magdalena al porta(l) de la carrera". Esto hace suponer que la iglesia existía en servicio a finales del reinado de Alfonso IX. La pertenencia a la Orden del Hospital de San Juan de Jerusalén se mantuvo en posesión del templo hasta finales del siglo XIX. Incorporándose posteriormente a la sede episcopal. En 1910 José Ramón Mélida redacta un informe dirigido a la Real Academia de la Historia proponiendo su declaración como Monumento Nacional. La iglesia estuvo en el siglo XX a cargo de la Comunidad de Siervas de María que habitan en el Convento del Tránsito (Zamora), hasta que en 2005 lo abandonaron.

## Descripción

### Información general
Se trata de un templo de una única nave que cuenta con una torre a los pies y con un cabecero semicircular que alberga la capilla mayor. Se trata de una construcción aislada. La proporción entre la crujía y su altura hizo que tuviera problemas de estabilidad debido a su gran esbeltez, algo que se corrigió con un empleo de refuerzo en forma de contrafuertes extras característicos de las fachadas sur y norte. No siendo suficiente se derrumbó la bóveda en una fecha indeterminada siendo reemplazada por una simple cubierta de madera. No se siguieron en su trazado inicial las proporciones al uso de la arquitectura de la Orden Templaria.
Los muros de la Iglesia de Santa María Magdalena no son estrictamente macizos, ya que están roturados por ventanas en el cuerpo superior. Esta disposición aporta una gran luminosidad al interior del templo. Además, éstos vanos están rematados con arcos semicirculares "escoltados" por arcos semicirculares sostenidos por columnas con decoración vegetal. El conjunto del edificio se completa con una torre inconclusa (posiblemente desmochada), que se encuentra adosada al extremo septentrional del imafronte (fachada principal). El ábside es de planta semicircular.

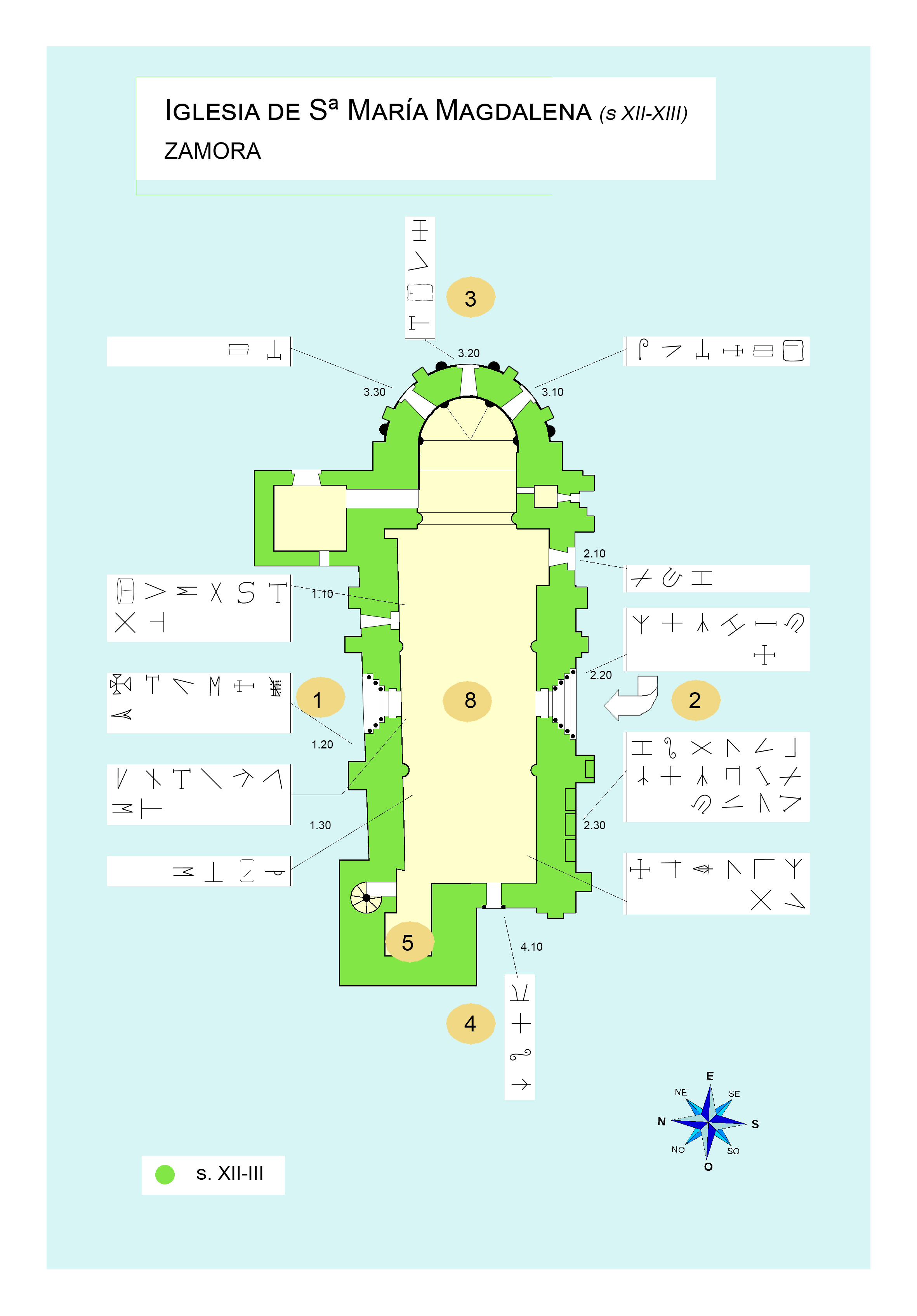
Aprox. a la planta y marcas de cantero.
1 Fachada Norte, 2 Fachada sur, 3 Fachada este, 4 Fachada oeste, 5 Torre, 8 Nave central.

### Planta
Su planta es estilo románico del siglo XII-XIII, de una sola nave (8) dividida en tres tramos, con ábside (3) semicircular, contrafuertes exteriores y tramo recto del presbiterio. La Torre-campanario (5) con espadaña se halla adosada en el lado noroeste.

Dispone de 3 portadas situadas en las fachadas norte, sur y oeste.

Alineada en dirección suroeste-nordeste, fue realizada con sillar de buena calidad bien tallado.

El acceso al templo se efectúa por el pórtico sur (2).

El templo fue reestructurado y restaurado sobreelevando la nave (8) en el s XX.

### Marcas de cantero
Se han identificado 199 signos de 68 tipos diferentes, de diseño sencillo de 1 a 12 trazos con predominio de trazo recto, perfil y trazo normal.

Su distribución por zonas puede verse en el informe ‘Distribución’.

En el informe 'signos rectores', se aprecia que hay 1 logia de canteros que trabajaron en la fachada norte, 7 la sur, 1 en la este y 2 en la oeste.

El resto de signos pueden agruparse en:

‘Comunes’: Aspas, ángulos y posición de sillar, etc. habituales en todos los edificios; ‘Ideogramas’, ‘Inscripciones’, etc. algunas de ellos, en especial los ideogramas, tienen un significado simbólico religioso, de protección del templo.
La tipología, morfología y complejidad de las marcas son típicas de una etapa constructiva del siglo XIII, ver informe "Etapas históricas".

La densidad gliptográfica, 3,38%, es baja respecto a la de otras construcciones similares de la zona.

### Exterior
La iglesia cuenta con numerosos contrafuertes. El edificio es de gran belleza debido a la iconografía románica que lo decora. Posee tres portadas ubicadas en los muros sur, norte y oeste. La puerta más antigua es la meridional (que da a la calle "Rua de los Francos"), cuyos adornos tallados representan el paraíso celestial. Este está rodeado por un arco polilobulado y cuatro arquivoltas con capiteles ornamentados con vegetales y figuradas. No toda la Iglesia de Santa María Magdalena está decorada así en la actualidad, pues la parte septentrional fue modificada a lo largo de los siglos posteriores a su construcción. Esto se tradujo en una portada con cinco banquetones sin ornamentación apoyados por columnas. En cuanto a la parte occidental, hay una torre junto a una portalada con columnas de capiteles lisos y adornos de boceles.
|                    |
| Portada meridional |

|                                                                        |
| Rica decoración vegetal. Arcos polilobulados en la arquivolta interior |

|                                      |
| Capiteles ornamentados con vegetales |

### Interior

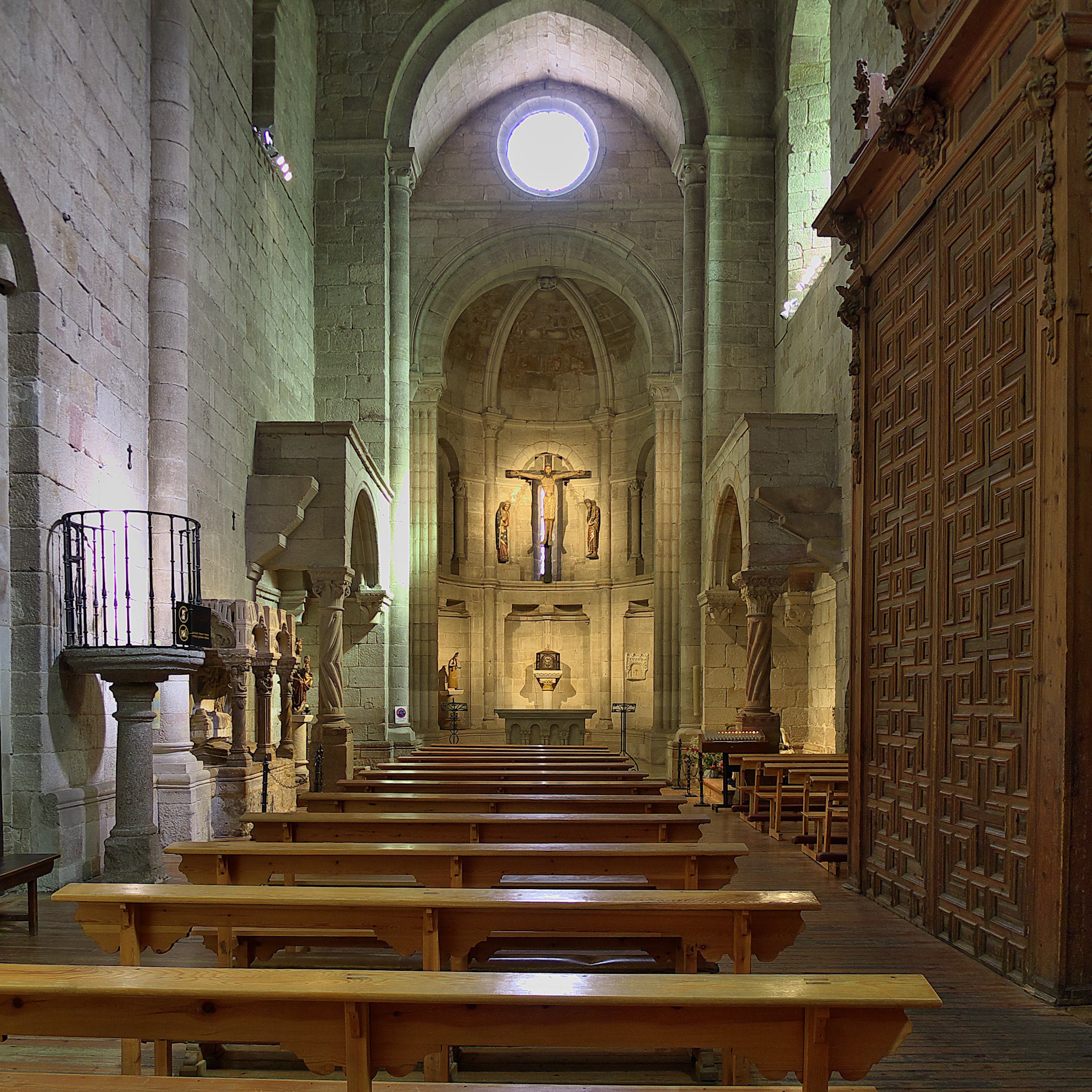
Interior de la iglesia

En el mobiliario interior destaca que no cuente con ningún tipo de retablo. El alzado presenta un primer cuerpo con baldaquinos, originario del siglo XII, uno segundo con altas columnas y, por último, un remate con diversos canecillos. La cubierta está hecha en madera, a excepción del cabecero. La parte del sur, cuenta, con un rosetón lobulado con una ornamentación de punta de diamante.
Destaca además el sepulcro, que por su idiosincrasia pertenece a los últimos compases del románico y que popularmente se asigna a un caballero templario. Su creador es anónimo, aunque posee elementos de corte orientalizante. En cualquier caso, se trata de una dama que yace junto a relieves de animales y seres mitológicos. La talla está tratada magníficamente en cuanto a las telas y los marfiles representados, siendo considerada una pieza de importancia capital. La capilla del interior se dedica Juan de Acuña y Portugal, por donación hecha de su esposa Marina Enriques tras su muerte, una inscripción de caracteres góticos menciona la donación.

## Estado actual
La Iglesia de Santa María Magdalena se encuentra en el casco antiguo de la ciudad, en la calle Rúa de los Francos. El edificio cuenta con la máxima calificación monumental desde el año 1910, por lo que su estado de conservación es excelente. Turísticamente es un reclamo de gran importancia, siendo visitable a determinadas horas del día.